# Celeste (groupe)
Pour les articles homonymes, voir Celeste.
Celeste est un groupe français, originaire de Lyon. Formé en 2005, le groupe combine des styles très différents comme le sludge, le black metal et le post-hardcore. Depuis sa création, il a sorti six albums.

## Biographie
Celeste est formé en 2005 sur la scène punk hardcore lyonnaise. Le groupe n'a pas changé de nom depuis sa création. Pendant une courte période, il s'est recoupé avec le groupe de screamo Mihai Edrisch, qui s'est séparé en 2006 en Celeste et Daïtro, qui existait également depuis longtemps.
En 2006, Celeste fait ses débuts avec un EP sur un petit label français, mais depuis leur premier album en 2008, ils ont rejoint le label allemand Denovali Records, chez qui ils publient un album par an jusqu'en 2010. Parmi ceux-ci, c'est Morte(s) née(s), sorti en 2010, qui a eu le plus d'écho auprès du public et de la critique. La politique de publication du groupe est inhabituelle : tous les albums sont disponibles en téléchargement gratuit sur le site web du label sous forme de fichiers MP3 en même temps que leur sortie en tant que support sonore.

## Style musical
Le groupe joue un mélange de sludge, de black metal et de post-hardcore. Certains auteurs ont également entendu des éléments de hardcore, de doomcore, de doom metal et de death metal. Le mélange de styles est considéré comme « original », les comparaisons avec d'autres groupes ne sont donc faites que de manière ponctuelle. Le groupe rejette explicitement la question d'autres groupes en tant qu'influences, de même que la connaissance du black metal avant la formation du groupe, raison pour laquelle le groupe rejette particulièrement l'attribution au black metal.
Le guitariste Guillaume conçoit les riffs et les idées supplémentaires, qui sont ensuite discutés avec le groupe avant d'ajouter les autres instruments. Le groupe voit dans cette méthode de travail un garant de l'homogénéité de son style.
Il a été remarqué que musicalement, Celeste devenait « de plus en plus heavy, mais n'a jamais changé d'orientation ». Cela a aussi fait l'objet de critiques, en particulier lors des premières sorties, selon lesquelles le groupe n'était pas très varié musicalement et faisait toujours la même chose. Avec Morte(s) née(s), on a ensuite résumé que le groupe avait par contre nettement changé, on a notamment constaté une plus grande intégration d'influences black metal, des évolutions techniques (« les riffs sont parfois assez rapides, le drumming est plus complexe et les structures des chansons sont plus claires », « plus de double-basse ») ainsi que la volonté d'expérimenter sur le plan formel (morceaux instrumentaux, sampling, instruments classiques comme le piano et le violoncelle).
L'objectif défini du groupe est de devenir, de disque en disque, « encore plus sombre et encore plus extrême ». Les textes et l'esthétique du groupe sont également orientés vers cet objectif. Les textes sont écrits en français par Johan, qui les considère comme « quelque chose de spécial » et un moyen qui « peut aider l'auditeur à entrer dans notre monde ». Ils sont « sombres et brutaux, parfois même vraiment laids » et abordent « des thèmes comme le viol, la pédophilie, l'inceste, la guerre, les religions, la vie contemporaine et ainsi de suite ». Les expériences négatives de la vie des femmes, des inégalités salariales entre hommes et femmes à la violence sexuelle, sont devenues un motif de plus en plus central du groupe.
Le 28 janvier 2022 parait le 7ème album : "Assassine(s).

## Esthétique

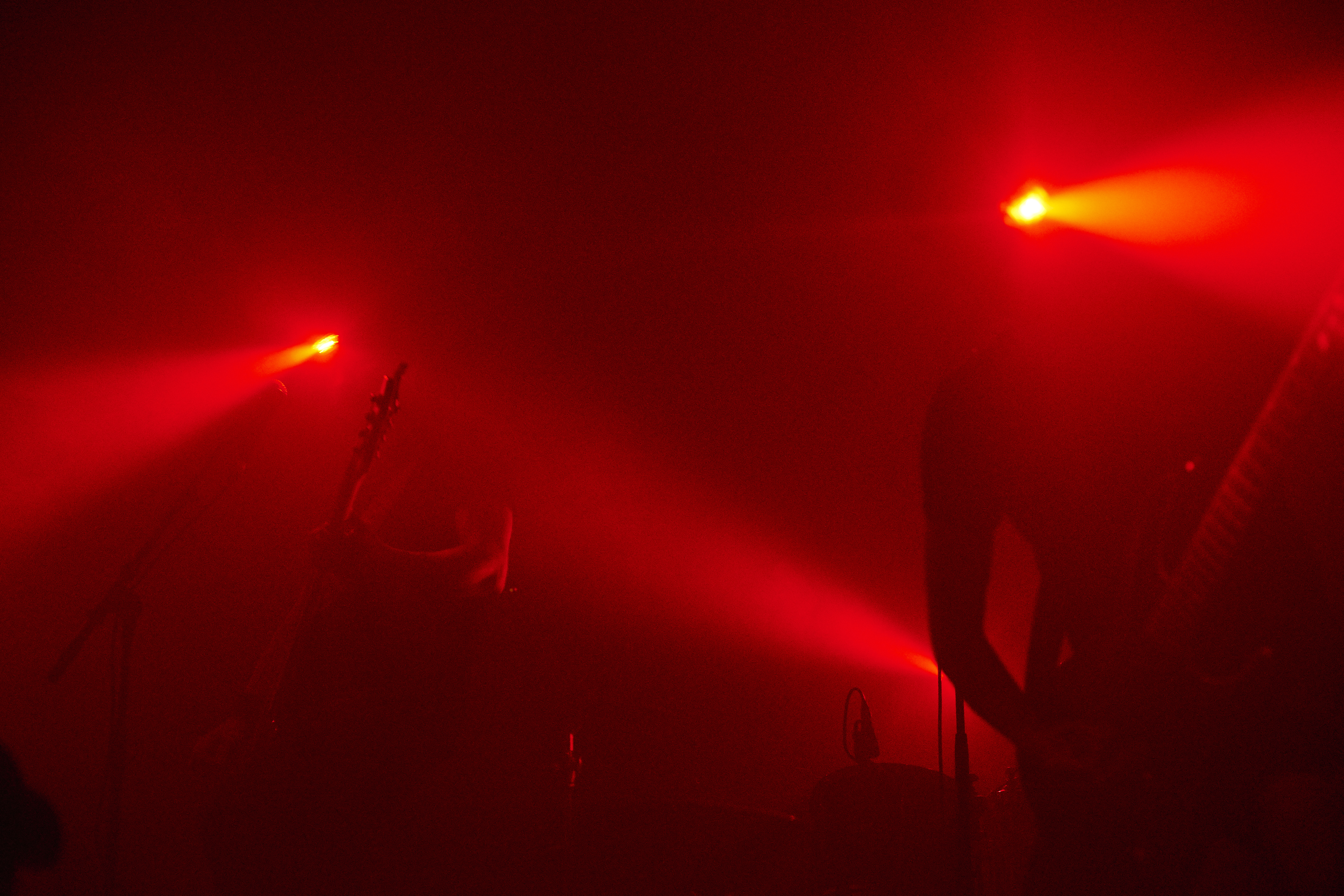
Celeste, live à Berlin, en 2015.

L'esthétique du groupe est coordonnée par le chanteur Johan, et utilise souvent des éléments récurrents comme marque de fabrique, comme par exemple dans les titres des sorties avant Morte(s) née(s), qui personnalisaient toujours des attitudes négatives : Pessimiste(s), Nihiliste(s), Misanthrope(s)... Le s entre parenthèses et les croix inversées que l'on trouve dans tous les titres des albums en font également partie, mais le groupe souligne que ce n'est qu'un jeu, tout comme d'autres éléments religieux, une référence aux influences metal du groupe. En plus des éditions CD, il existe généralement des éditions vinyles différentes, élaborées et limitées à quelque 100 exemplaires de tous les supports sonores.
En live, le groupe joue avec un concept d'éclairage très économique : sur leur tête, ils portent des lampes frontales rouges, auxquelles s'ajoutent un stroboscope et une machine à fumée. L'espace ainsi très sombre doit rendre le concert « beaucoup plus intense et brutal ». Les concerts, d'une durée d'environ une demi-heure, sont toujours très courts, car ils seraient sinon trop fatigants. Malgré cela, le groupe joue beaucoup en live et a déjà fait des tournées en Europe de l'Est, en Russie, en Ukraine, en Turquie, en Asie et aux États-Unis,.

## Accueil
Christoph Schulz atteste dans Ox Magazine jouer une « musique brutale, qui transperce l'âme », qu'ils réussissaient à « enthousiasmer sans cesse avec leur poésie du trou noir ». Vampster, quant à lui, a écrit que Celeste était un « phénomène » qui avait acquis « ces dernières années une position d'exception avec son mélange de black metal, de hardcore et de sludge » et avait enregistré « une série d'albums fascinants ».
A l'origine, Celeste était surtout reçu par un public hardcore, conformément à ses origines. Début 2009, au moment de la sortie de Misanthrope(s), le chanteur Johan constatait encore que le groupe n'était pas vraiment connu sur la scène metal. Lors d'une interview en octobre 2010, il décrit cependant que le public avait nettement changé depuis et qu'il venait maintenant de toutes sortes de groupes, « hardcore, metal, screamo, black ».
Malgré la réputation acquise, les membres du groupe ne sont pas des musiciens professionnels, et une professionnalisation n'est pas non plus envisagée. Nihiliste(s) a été téléchargé environ 8 000 fois jusqu'en avril 2010 et Morte(s) née(s) près de 2 000 fois dans les premières 48 heures suivant sa sortie. Aucune information n'est disponible sur les chiffres de vente de supports sonores.

## Membres
- Johan Girardeau - chant, basse (depuis 2005)
- Avedik Adjamian - guitare (depuis 2023)
- Antoine Royer - batterie (depuis 2005)
- Guillaume Rieth - guitare (depuis 2005)

## Discographie
- 2006 : Pessimiste(s) (EP, Matrix)
- 2008 : Nihiliste(s) (Denovali Records)
- 2009 : Misanthrope(s) (Denovali Records)
- 2010 : Morte(s) née(s) (Denovali Records)
- 2013 : Animale(s) (Denovali Records)
- 2017 : Infidèle(s) (Denovali Records)
- 2022 : Assassine(s) (Nuclear Blast)
- 2023 : Epilogue(s) (Nuclear Blast)